# 笨港水仙宮
23°33′43″N 120°18′31″E / 23.561878°N 120.308661°E
笨港水仙宮，俗稱南港水仙宮，後殿為笨港協天宮，是位於臺灣嘉義縣新港鄉南港村的水仙尊王廟，列為中華民國國定古蹟。

## 沿革
笨港在乾隆時期是臺灣重要港口，居民為祈求商運與航運，便建造了笨港水仙宮、古笨港天后宮及笨港協天宮三座大廟，其中水仙宮是乾隆四年（1739年）建在九莊笨港街上。乾隆四十五年（1780年）笨港貢生林開周鳩資購材拓建。
嘉慶八年（1803年）笨港溪洪水，此後笨港街分為笨南港與笨北港。當時水仙宮與協天宮洪水毀去、北港碧水寺也被沖毀。嘉慶十九年（1814年），眾匠師利用部分尋獲的建材重建水仙宮於現址，規模有兩個大殿和左右廂房。今廟方留有嘉慶年間「日月爭光」匾額和一對蟠龍石柱。
道光二十八年（1848年）增建後殿，奉祀笨港協天宮的關聖帝君。建築成為三進四殿兩護龍，四殿各為三川殿、拜殿、正殿及後殿。1948年再次整建。
1961年，奉祀南瑤宮創始者楊謙後人所祭拜的媽祖神像。1985年列為二級古蹟，後遭颱風侵襲，於1990年至1992年大修成現貌。2002年7月1日至9日，國立文化資產保存研究中心籌備處邀請德國巴伐利亞州文物保護局的修復專家Jugen Pursche及Klaus Klarner實地為泥塑壁畫作保存狀況檢測、擬定修復方針、加固、清潔等工作。
2002年10月10日，媽祖像因笨港天后宮完成興建而遷出。
2018年3月23日，嘉義縣文化觀光局長許有仁和新港鄉長林茂盛，主持國定古蹟笨港水仙宮修復工程動土典禮。同年8月20日，嘉義縣政府古物類文化資產審議委員會將此廟的石爐以「笨港水仙宮綬帶耳雲龍紋方形石爐」之名登記為嘉義縣文化資產古物。

## 祭祀
主神水仙尊王是大禹，同列位的神祇有項羽、伍子胥、屈原、魯班，神像材質為灰泥雕塑。每年農曆十月十日大禹誕辰，水利人員前往祭拜。
雲林縣北港朝天宮中元普渡法會時，廟方會依古例，前往笨港水仙宮、笨港福德堂、小西天彌陀寺、北港義民廟獻敬，前兩寺廟雖位在嘉義境內，但早期同是笨港地區，百年來視為一體，只要朝天宮有宗教活動，都會前往獻敬，邀請當地寺廟神明做客。
關公聖誕時會有大批北港鎮民前往祭拜，相傳北港曾沒有主祀關公廟的原因是北港鎮有三分之一姓蔡，介意蔡揚在《三國演義》被關公殺的緣故。
一旁的笨港天后宮建立前，南瑤宮笨港進香時會到水仙宮媽祖廳前行儀。

## 藝術
三川拜亭為大木作劉山作品。
水仙宮的特色之一是結合三度空間的泥塑與二度空間的彩繪，以半立體方式表現人物造型，人物的頭部呈立體狀，身體為平面彩繪，此技法稱「影塑」。泥塑部分是由彰化江清露完成，再由陳玉峰彩繪，為全台僅見的組合，兩人聯合作品包括大殿旁的「轅門斬子」、「神槍暗傳」、「貴妃醉酒」、〈貂蟬嘆月」、「富貴圖考」等。
陳玉峰並彩繪六扇門神，包括秦叔寶、尉遲恭、呈祥納福四太監。

## 外部連結
- 笨港水仙宮的Facebook專頁